# روفوس أوسغود ماسون
روفوس أوسغود ماسون (بالإنجليزية: Rufus Osgood Mason)‏ هو طبيب عسكري وجراح أمريكي، ولد في 22 يناير 1830، وتوفي في 11 مايو 1903.